# Sangue blu e sangue rosso
Sangue blu e sangue rosso (Blue Blood and Red) è un film muto del 1916 diretto da Raoul Walsh.

## Trama
Espulso da Harvard, Algernon DuPont viene buttato fuori di casa da suo padre, un multimilionario che vuole così punire il figlio. Ma Algernon non si abbatte; insieme al suo maggiordomo, parte per il West, dove vuole fare fortuna. Nonostante sia un raffinato giovanotto dell'alta società, dimostra di avere coraggio e muscoli: riesce a battere un campione di pugilato, incassando così la bella somma di duecento dollari. Si innamora poi della figlia di un ricco allevatore, suscitando la gelosia di un cowboy che complotta per levarselo di torno arrivando a organizzare un linciaggio contro di lui. Battendosi, Algernon sfugge all'impiccagione, sposa la ragazza e presto diventa papà di una bella coppia di gemelli. La famigliola parte quindi alla volta dell'Est, dove Algernon si riconcilia con papà, al quale può dimostrare di essere un vero uomo.

## Produzione
Il film fu prodotto dalla Fox Film Corporation.

## Distribuzione
Il copyright del film, richiesto dalla William Fox, fu registrato il 2 aprile 1916 con il numero LP7993.
Distribuito dalla Fox Film Corporation, il film uscì nelle sale cinematografiche statunitensi il 2 aprile 1916.

### Problemi legali
Il generale T. Coleman du Pont, presidente della DuPont e membro eminente del Partito Repubblicano, volle impedire alla Fox di distribuire il film per l'uso del nome Du Pont in due dei personaggi maschili della storia. Fox accettò di cambiare il nome e porse le sue scuse al generale e al figlio di questi.